# 第一次インドシナ戦争
第一次インドシナ戦争（だいいちじいんどしなせんそう、ベトナム語：Kháng chiến chống Pháp / 抗戰撑法 、フランス語: Guerre d'Indochine）は、1945年から1954年にかけて当時フランスの植民地であったフランス領インドシナのベトナム、ラオス、カンボジアの脱植民地化をめぐってベトナム民主共和国（ベトナム）とフランス共和国（フランス）との間で勃発した戦争である。単に「インドシナ戦争」と言った場合は、通常この戦いを指す事が多い。

## 前史

### ド・ゴールのブラザヴィル会議
インドシナ半島は1941年のヴィシー政権成立以降、フランス領インドシナ総督との間で協定を結んだ日本軍が進駐し（仏印進駐）、軍事的には日本軍が占拠し、内政はフランス側が続ける状態にあった。ヴィシー・フランスに対抗していたシャルル・ド・ゴールの自由フランスは、ブラザヴィル会議で植民地の協力と引き替えに戦後の自治拡大を約束した。しかし、フランスの世論は基本的に植民地保持派が多数を占めており、独立を容認する考えはなかった。
1944年6月にアルジェ（アルジェリア）で成立した自由フランス主導のフランス共和国臨時政府が8月のパリ解放で帰国すると、日本軍は1945年3月に明号作戦を行い、フランス領インドシナ政府を解体、フランスの植民地支配が終結したと宣言した（仏印処理）。これにともなってインドシナでは保護下にあったベトナム帝国、カンボジア王国、ラオス王国が独立を宣言した。

### 農村と共産主義の伸張の素地
ベトナムの社会構造の基礎は家族制度であり、これを基礎単位に広範な自治権をもつ村落が形成されていた。これら村落が独自の長老会議を集約点とする自治形態を保持し、強固な団結心を維持しつつベトナム社会の底辺をなした。それ故に歴代王朝やフランス植民地行政機関も村落自治に容易に干渉できなかった。
総人口の約85%が農業、牧畜、漁業産業に従事し、国民総生産額の5割から6割を占めた。フランス植民地省はこのような経済構造を変革させるために積極的に資本投下したが、前述の村落自治形態に阻まれ旧態依然のまま日本軍の占領統治を受けることになった。また、19世紀末頃からフランスは、村落ごとの共同経営形態である公田制に介入し、地主制度をおき親仏カトリック教徒を地主とした。その結果、1930年には全耕作地の8割が私有地となったが、農民の内約7割近くが小作人で、最大期で約6%の大地主が耕作地の60%以上を所有していた。1930年代末の南部コーチシナでは、米田面積の82%を人口の8%に満たない中〜大規模地主が占有し、6割の農民は土地を持たず、その他多くの零細農家がいた。
土地問題はのちの共産主義勢力の伸張の根源の一つとなる。

### 独立宣言

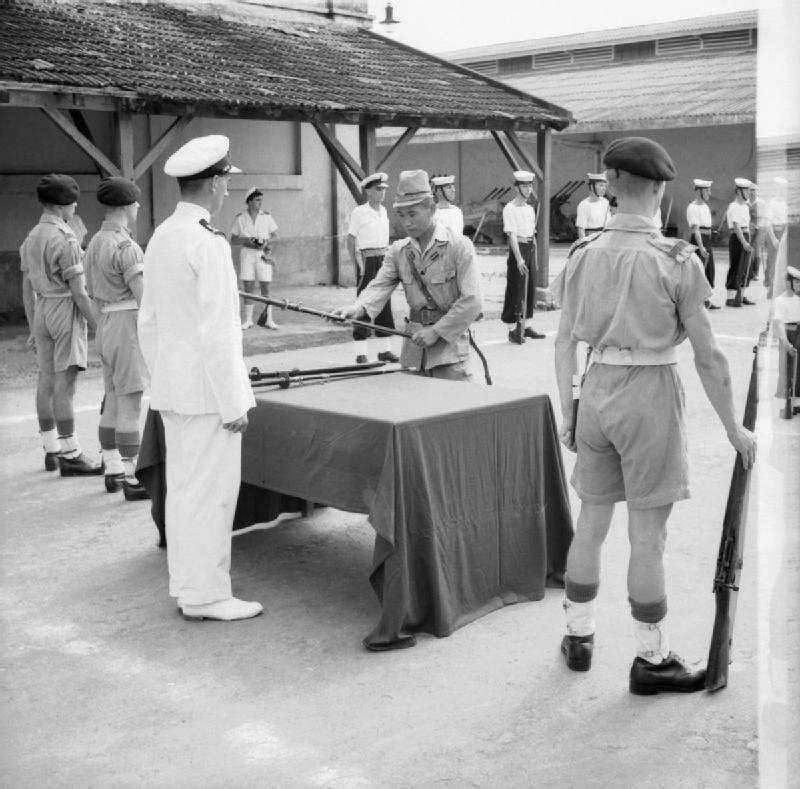
サイゴンにてイギリス軍に降伏する日本海軍将校

1945年8月15日、日本軍が無条件降伏すると、8月18日から8月28日にかけてベトナム独立同盟会（ベトミン）が指導する蜂起がベトナム全土で起こった。ベトミンはベトナム帝国のバオ・ダイ（保大帝）を退位させて権力を奪取し、臨時ベトナム民主共和国政府が成立した（ベトナム八月革命）。日本が降伏文書に調印し休戦協定が結ばれた9月2日、ハノイでベトナム民主共和国の独立宣言がなされた。一方でラオスとカンボジアは独立を取り消した。

### 日本軍憲兵隊
8月15日の降伏宣言の当時、インドシナでは、日本人兵士が、北部に2万名と在留邦人2000名、北緯16度線以南では、サイゴンに約4万名、その北東のトゥドックには2万5千名がいた。
日本軍第38軍は降伏に備えて待機していたが、部隊や軍人はベトミンなどに武器を引渡したり或いは個人単位で合流したり、武器の引渡しを拒否した部隊との間では小競り合いが発生した。事態を憂慮した第38軍とインドシナ植民地行政当局は、フランス本国より国家憲兵隊が到着するまでの間、日本軍憲兵隊による取り締まりを実施させた。
英印軍がサイゴンに到着した9月11日ごろ、ベトミンに協力せず脱走していた日本人兵士は約2000名であった。

### 連合国軍進駐
連合国一般命令第1号（1945年9月2日公布）に基づき、北緯16度線以北が中国国民党軍に、以南がイギリス軍に割り当てられ、フランス軍が本格展開するまでの間、進駐する事となった。同年8月末には北部ベトナムに盧漢将軍率いる国民党軍180,000人規模の部隊が進駐、南部ベトナムには9月12日にルイス・マウントバッテン卿率いる英印軍の第一陣が上陸しそれぞれ日本軍の武装解除に着手した。フランスは、ジョルジュ・ティエリ・ダルジャンリュー提督を高等弁務官に任命し、軍からは本国軍2個師団の派遣を決定し、フィリップ・ルクレール将軍を長とするフランス極東遠征軍団が編制され、9月12日にマダガスカル旅団を第一陣にして出発、10月5日に先遣部隊がサイゴンに到着、ルクレールは同月9日にジャック・マシュ大佐率いる行進群と一緒に到着した。11月までの間に3派に分かれて第3機械化師団と第9植民地師団が到着した。空軍は輸送機と戦闘機を中心に約100機を派遣、海軍はフィリップ・オーボワノ提督を長とする護衛艦隊を率いて、戦艦「リシュリュー」、軽巡洋艦「グロワール」、大型駆逐艦「ル・トリオンファン」、空母「ベアルン」が極東海域に展開した。
北部では、進駐国民党軍の共産主義敵視政策により、ホンガイ炭鉱などで多くのベトミン系労働者が逮捕・追放された。そのため臨時政府は非共産主義者を入閣させ、1945年11月にはインドシナ共産党を偽装解散した。以後インドシナ共産党は1951年にベトナム労働党となるまで、非合法組織として活動する。1946年2月、フランス・中華民国間で重慶協定が締結されると、国民党軍は4月以降順次撤退した。フランスは同協定で国民党軍撤退の代償として、中国でのフランス租借権放棄・雲南鉄道の中国譲渡・ハイフォン港自由化・在インドシナ華僑に対する優遇措置などを受け入れた。

### フォンテーヌブロー会談決裂
1946年2月28日と3月6日、ベトミンとフランスは予備協定（ハノイ暫定協定）を締結した。フランス連合インドシナ連邦の一国としてベトナム民主共和国の独立とトンキン地方のフランス軍駐留を認め、相互に一時的妥協が成立した。独立宣言からこの間まで、各地でベトナム人と英印軍や10月末到着したフランス遠征軍を巻き込んだ小紛争が頻発した（マスタードム作戦）。
フランス共和国臨時政府とベトナム民主共和国との間では独立交渉（ダラット会議）が続けられていた。しかし、南部のプランテーション入植者達の既得権益を優先したフランスは、1946年3月26日にはフランス権益が多く存在するベトナム南部に傀儡のコーチシナ共和国を成立させた。フランスは植民地をフランス連合（fr）に再構成し、インドシナには連合傘下の「インドシナ連邦」を置き、その連邦の枠内での自治を認める方針を指向していた。しかし「インドシナ連邦」はすなわちフランス植民地時代と同じ名称であり、ベトナム側にとっては受け入れられるものではなかった。
ホー・チ・ミンを始めとするベトナム代表団は、6月からフランス本国のフォンテーヌブローまで赴いてベトナムの独立問題について話し合ったが（フォンテーヌブロー会談）、この席でコーチシナ共和国の成立を通告された上、コーチシナの分離問題や独立問題交渉で相互譲歩が行われず、交渉は9月で決裂した。1946年1月20日に突如ド・ゴールが辞任した後、当時臨時政府は人民共和運動（MRP、fr）、フランス共産党、フランス社会党の連立政権であったが、与野党を問わず植民地問題で譲歩する政党はなかった。
6月1日、ベトミンは独立戦争長期化に備えて元日本軍将兵からなる義勇兵を教官としたクァンガイ陸軍中学を設立して近代戦に対処した将校の育成を始める。1946年11月20日、ハイフォン港での密輸船取締りに端を発する砲撃事件（ハイフォン事件）は同港制圧の口実となり、11月23日にフランス海軍艦も交えての制圧戦となった。

## 前半期(1946〜1949年)

### 全面衝突
1946年12月19日から、フランス軍はトンキン・デルタ地帯の各要衝やハノイのホー・チ・ミン官邸やその他重要施設を襲撃した。その後2ヶ月間に多くの戦略拠点を占領した。ベトミンが北部国境地帯の要点を押さえ中越間の連絡路を確保するとフランス軍は国境沿いの要衝ランソンを占領し牽制した。1947年2月にフランスの一連の平定作戦は完了し、中部ではダナン、フエ、プレイクを占領した。ヴォー・グエン・ザップを総司令官とするベトミン軍は内陸の農村地帯に退避しゲリラ戦に移行した。
5月、フランス現地機関が軍事問題は存在しないと声明し強硬姿勢をとった。ベトミンはあくまでフランス本国政府に和平を求め4月には交渉に臨んだが両者の要求は対立し決裂した。
1947年10月のリアー作戦では、フランスは機械化部隊15,000人を投入し、北部山岳地帯のベトミン軍拠点ランソンを攻撃したが完敗した。フランス軍当局はこの事実を糊塗し勝利したように見せかけたが、既にベトミン軍は守勢を脱し以降は正規軍による積極的反攻にでた。1947年11月29日、フランス軍はミーチャック村虐殺事件を引き起こした。
戦争中、フランスはハノイ・ハイフォン・サイゴンの主要三都市を保持し、ベトミンは農村地帯の大部分を保持した。北部の山岳地帯はベトミンの牙城であり、トンキンデルタと中越国境地帯は一進一退が続いた。中部高原・中部沿岸諸省・南部メコンデルタではベトミンの抵抗は根強く、やがてフランス軍はフエ・ダナン・ニャチャン周辺に狭い橋頭堡を残すだけとなった。

### 外国勢力の援助拡大
1949年、現地の情勢悪化を確認したフランス軍参謀総長は、近い将来ベトミン軍は中国共産党から援助され北部ベトナム制圧は困難になるため、ハノイ・ハイフォン地区に兵力を集中し要塞地帯にしてベトミン軍の攻撃に耐えねばならないと判断した。同年1月、ベトミン軍首脳部もゲリラ戦術だけでは決定的勝利はできないと判断、同年12月を目処に総攻撃に出る準備を開始した。
1949年8月にソ連が原爆実験に成功し、10月に北隣に中国共産党による一党独裁国家の中華人民共和国が成立すると、翌1950年1月にソ連と中国がベトナム民主共和国（ホー・チ・ミン政権）を正式承認し、武器援助を開始した。これによりベトミン軍は近代化され、正規軍の規模を以前より拡大し編成することが可能となった。しかし、南部デルタや農村のゲリラの間では以後も長く米仏製捕獲武器やベトミン製造武器が主流であった。一方アメリカはフランスとインドシナ三国に軍事援助を開始した。
1948年6月、フランスはコーチシナ共和国を廃して、ベトナム臨時中央政府を経て、1949年6月、南部に旧阮朝のバオ・ダイを国家主席とする傀儡のベトナム国を成立させた。また、ラオスを7月に、カンボジアを11月に独立させ、インドシナ全域に影響力を残しつつベトナム国の正当性を強調しようとした。
手榴弾や小型地雷や罠で手足を切断され、ゲリラ容疑の村民を殺傷する掃討作戦によって身体と精神に障害を負い帰国した若い兵士の姿に、フランス本国は大きな衝撃を受けた。このため1949年には本国軍徴集兵の海外派遣が禁止される法律が制定され、極東遠征軍団はフランス人志願兵・現地人・モロッコやアルジェリアおよびセネガル等の他の植民地人・ドイツ人やイタリア人などの外人部隊兵で構成されることとなる。当初、フランス軍は本国軍兵士を年間47,000人を交代で勤務させる計画だった。しかし現地兵や植民地兵の錬度・士気は低く、前線に立つのはもっぱら外人部隊兵や本国軍兵士だった。このため逐次に交代兵を利用し増員するのは不可能となり実質的に増援は来ない状態となった。
こうしてインドシナ戦争は、単にベトナム人民の独立運動ではなくなり、東西冷戦の一部となったが、6月に朝鮮戦争が勃発すると米ソ中各国は朝鮮半島に注目し、ベトナムに戦力を集中することは無かった。

## 後半期(1950〜1954年)

### アメリカの援助
第二次世界大戦後の第四共和政のフランスは、国土再建とインドシナ戦争で疲弊し、アメリカに援助を要請した。1950年5月、アメリカは要請に基づきベトナム援助計画を発表、6月にはグレーブス・アースキン少将の調査団が派遣された。10月、フランシス・ブレリンク准将率いる軍事顧問団が派遣された。同月ジュール・モック仏国防大臣とマルセル・ペッチェ仏財務大臣が要請し、援助物資がインドシナに送られた。12月、サイゴンでジャン・ルトルノー海外担当大臣とヒース米公使とチャン・バン・フーベトナム国首相の三者会談により軍事援助協定が結ばれた。1952年度までに年額約3億ドル、1953年までに約4億ドルにおよび、4年間の援助総量は航空機約130機、戦車約850輌、舟艇約280隻、車両16,000台、弾薬1億7千万発以上となり、その他医薬品、無線機などが送られた。また、アメリカ軍事顧問団約400人が派遣され、ベトナム国軍など現地部隊を教育訓練した。

### ベトミンの大攻勢

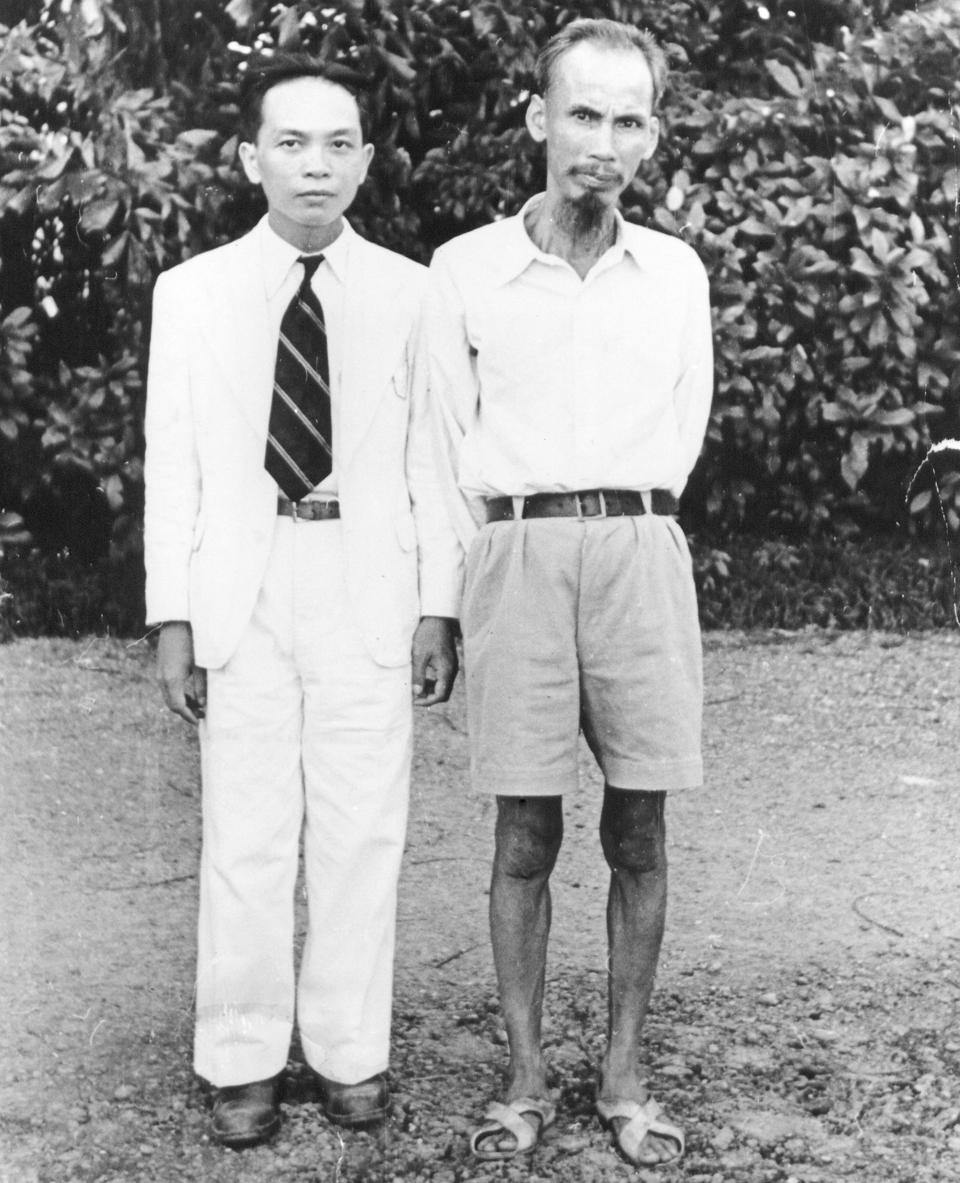
ヴォー・グエン・ザップとホー・チ・ミン

1950年初頭、ベトミン軍は大規模戦闘は行なわず各地でゲリラ戦を活発化させていた。特に、メコンデルタとトンキンでは間断なき戦闘を続けフランス軍の小規模陣地を襲撃、次々と全滅させていった。フランス軍は小規模陣地群を撤収させ、ラオカイ、カオバン、ドンケ、タトケ、ランソンに兵力を集中した。結果、兵力消耗は防げたが主要拠点との連絡線が遮断され「点の支配」に陥り各地で孤立した。とくにカオバン攻防戦及び植民地道4号線の戦いでは「カオバンの悲劇」と呼ばれるほどの大敗を喫した。
9月、ベトミン軍は各地のフランス軍主要拠点を攻撃し、これまでのゲリラ戦ではなく大隊単位の正規軍を投入した。これらの部隊は砲迫を装備した近代的部隊であった。フランス軍はマダガスカル、アフリカなどから増援部隊を送ったが、10月以降に国境地帯から逐次撤退した。12月17日、ジャン・ド・ラトル・ド・タシニ極東遠征軍団司令官が高等弁務官を兼任し、フランス軍兵力は125,000人となった。この頃の本国政府はインドシナ問題の総てをド・ラトル・ド・タシニ将軍に一任していた。ベトミン軍は各所で攻勢に出て、1950年末、フランス軍はハノイ・ハイフォン・ナムデン三角地帯を防衛するド・ラトル線まで戦線を縮小した。
1951年、ベトミン軍は総攻撃を成功させ反攻段階に移る。1月、フランス軍はヴィンイエンでのヴィンイエンの戦いで新兵器ナパーム弾投下で反撃した。
ベトミン軍は、3月にはマオケの戦い、4月にはナムディンと次々攻撃したが、5月にフランス軍はデイ川の戦いで紅河デルタの勢力圏を維持した。
1951年前半期、ベトミン軍は正規戦の経験も訓練も不十分だったため都市部はまだ劣勢だった。北部ベトナムを押さえたベトミン軍だが、これ以後トンキンデルタでの戦闘を回避し、山岳部に誘引して小規模戦闘を行い戦力再編成を行なった。10月、ライチャウ、ソンラを攻撃。11月から1952年2月にかけて激戦となったホアビンの戦いで、フランス軍は要衝ホアビンを占領した。南ベトナムでは10月、サイゴンで大規模部隊同士の戦闘が発生した。この頃には従来のゲリラ戦やテロ活動は減少し、組織的な正規戦闘に転換した。
1951年2月、インドシナ共産党の後身であるベトナム労働党が結成された。1951年3月3日、ベトミンはインドシナ共産党の別の統一戦線組織であったリエンベト（連越／ベトナム国民連合会）と合同して「リエンベト戦線」となったが、その後も一般には「ベトミン」と呼ばれ続けた。更に3月11日にはラオス・カンボジアの国民戦線と会合し、インドシナ民族統一解放戦線が結成された。一方、ベトナム国側は宗教団体私兵団4万人を基幹に国軍を編成、7月に総動員令が発令、10月に召集が始まった。同年7月には土地改革計画を発表したが計画は貫徹されなかった。

### 一進一退の攻防戦とラオスへの戦火拡大

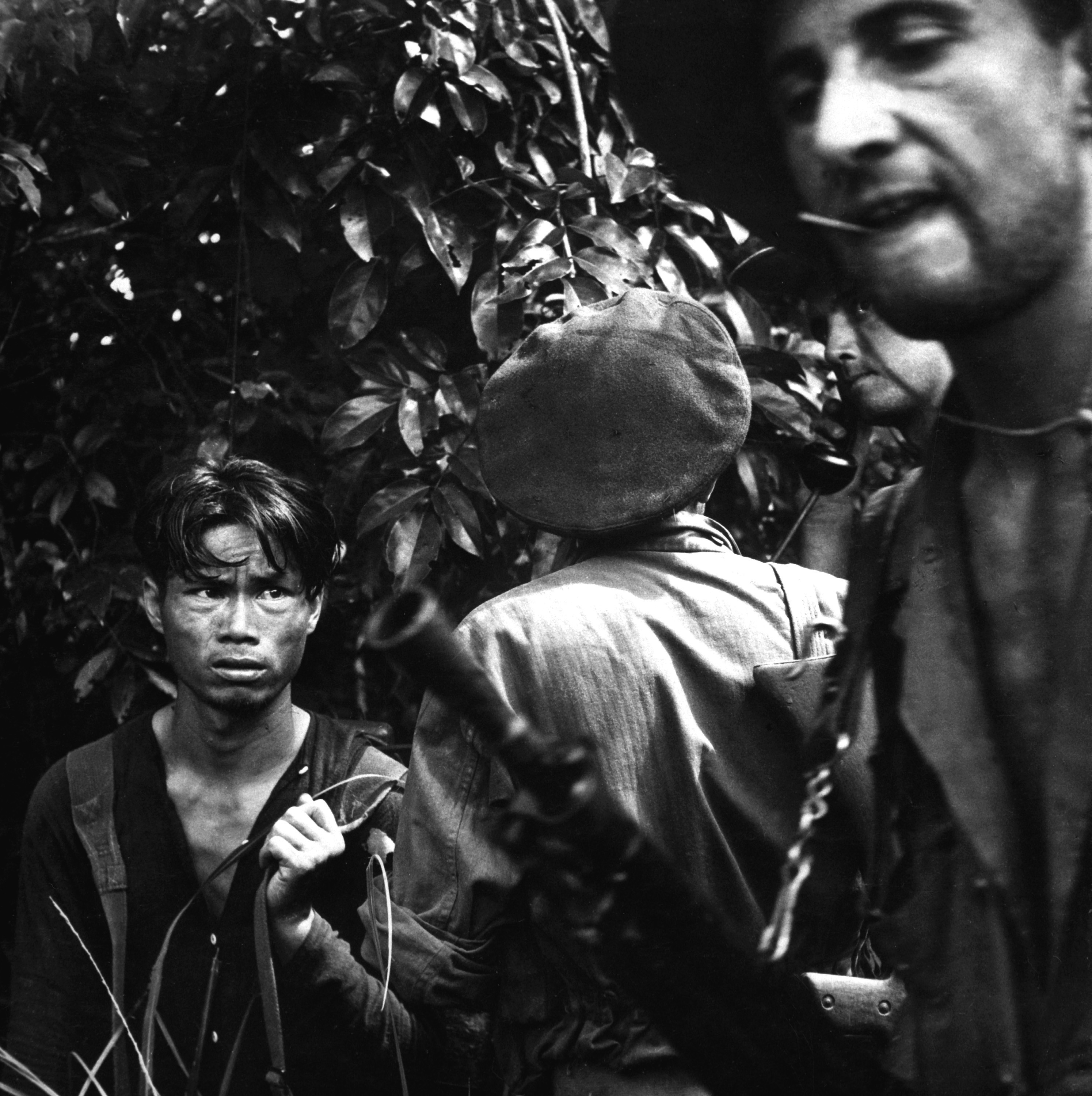
仏軍外人部隊兵士に尋問されるベトミン兵容疑者（1954年）

1952年2月、ベトミン軍はホアビンを占領、ハノイ包囲網を狭めた。フランス軍はド・ラトル線の多くを保持していたが、10月にベトミン軍は北西部に3個師団を投入しナサンの戦いで攻勢に転じ、沱江沿岸の要衝ナサンを攻略し、ラオス国境目前にせまった。11月、ベトミン軍は中ソ製の120mm迫撃砲、75mm無反動砲を使いフランス軍を撃退し、フランス軍はソンラを撤退、飛行場のあるナサンに集結、空挺部隊を投入し周辺の攻勢を阻止した。しかしラウル・サラン極東遠征軍団司令官はラオカイを奪回せず、これが戦局の転換点となり、実質的な敗北となった。
1953年1月、アンケ攻防戦でフランス軍は空母を動員し海軍部隊も投入した。ベトミン軍はタイピン、ホアビンに進出、ハイフォン南に切迫。紅河デルタ一帯は膠着状態に陥る。やがてベトミン軍は南進し、北部沿岸および中部フエ、ダナン、クイニョンを占領する。4月、ベトミン軍はフランス軍の補給線と防衛線を破綻させるためラオスに進攻、これに対しフランス軍もビエンチャンに部隊を増派、ジャール平原に空挺部隊を降下させ防戦した。
フランスの報告によれば、1954年初期には南ベトナム農村地帯の90%はベトミンが支配していた。

### ナヴァール計画
1952年5月、アンリ・ナヴァールが遠征軍司令官に着任、1953年、米英仏外相会談でナヴァール計画への援助が約束された。この計画で1955年を目処にベトミン軍の中核体を破壊するため、ベトナム国軍やラオス軍および少数民族部隊の諸整備と作戦を実施することとなった。本計画に基づき、フランス軍は8月にナサン、12月にライチャウから撤収し戦力集中と再編成を実施、また補給線遮断を目的に空挺作戦を実施した。7月にランソン、10月にラオカイを占領しニンビンでベトミン軍1個師団を捕捉し損害を与えるも山岳部に逃走され決戦は回避された。これによりフランス軍が自主選定した地域での撃破は困難とわかり、山岳地帯に入り拠点にしベトミン軍を誘引撃滅する方針に変更された。
1953年4月のベトミン軍ラオス進攻によりフランス軍は広域に展開せざるを得なくなったが、それはベトミン軍も同じだった。補給能力を比較すれば、ベトミン根拠地の東部ラオスと中国国境からの補給路を断ち、航空機が使えアメリカの援助が期待できるフランス軍が有利であるとし、ベトミン正規軍主力を逐次遠隔地に誘引し撃滅することが計画された。適地として北西部山岳地帯とラオス平原地帯が選ばれ、ラオス国境に近い盆地帯のディエンビエンフーを拠点とし、ベトミン軍がこの攻撃に現れたところを砲爆撃で粉砕し、周囲数十km一帯やラオス平原地帯に空挺部隊を降下させ、ベトミン正規軍を撃滅する計画となった。ディエンビエンフーは旧日本軍が設営した飛行場跡があり、大規模な空中補給と空挺降下が可能で、作戦航空機のハノイへの往復路としては限界点であり、ここを補給拠点にすることとなった。
本計画に対して、トンキン軍管区司令官ルネ・コニー将軍はトンキンデルタの守備兵力減少を理由に反対し、遠征軍団空軍副司令官のニコ大佐は輸送力不足を理由に反対していた。事実、コニー将軍は1953年8月に隷下部隊をナサンから隠密裏に撤収させて、戦線縮小を図っていた。

### ディエンビエンフーの戦い

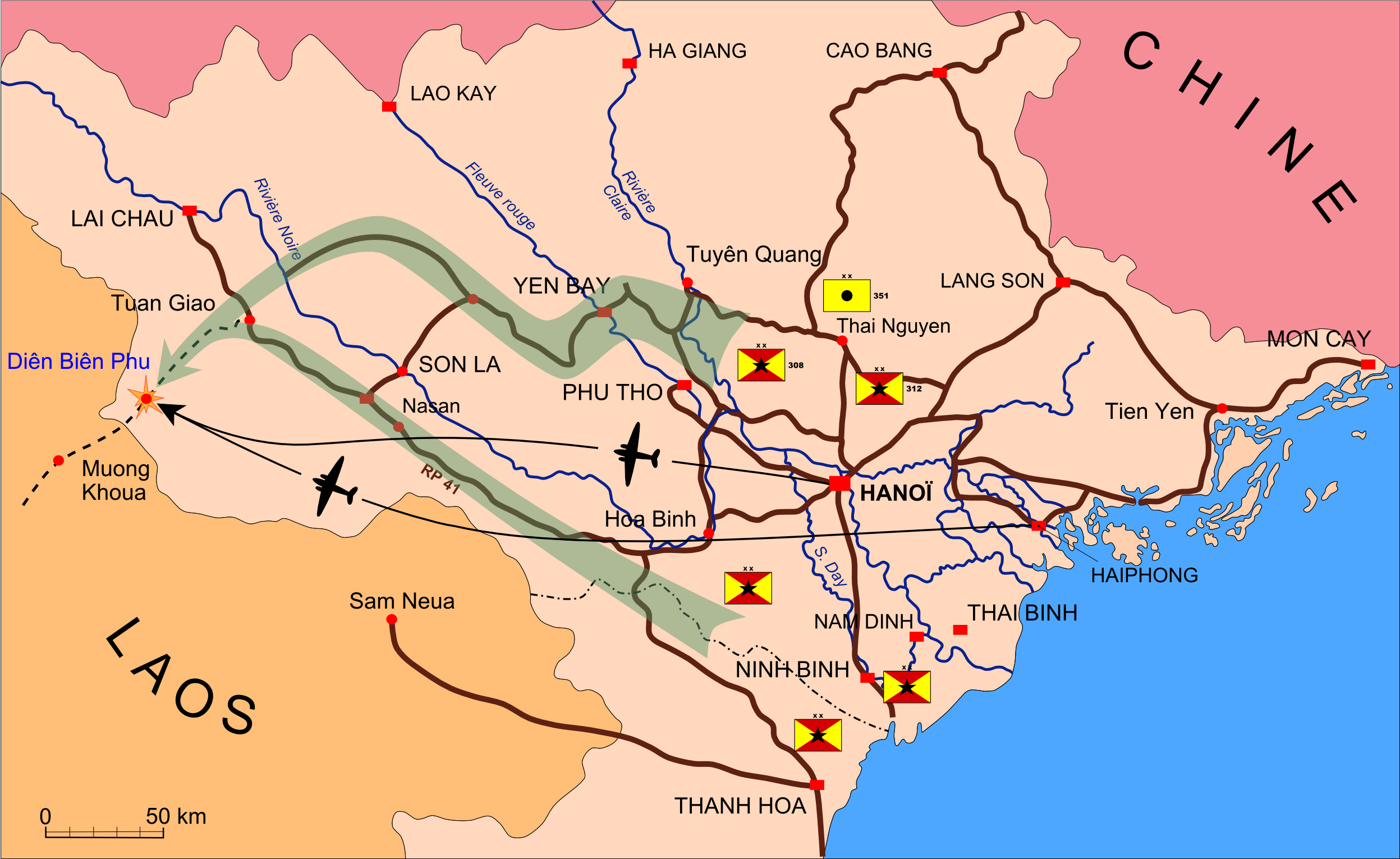
ディエンビエンフーの戦い

1953年11月20日、カストール作戦が実施され、ディエンビエンフーに3個空挺大隊が降下、同地を占領し12,000人の兵力と火砲が配備され、地上設備・空中補給および近接航空支援態勢が整えられた。
ベトミン軍はディエンビエンフー降下の一報が入ると、それまで分散配置していた4個師団の集結を決定。周辺の山岳諸民族と連携し隠密裏に陣地に大砲・食糧を運び込んだ。また小規模ゲリラ部隊を駆使して各地のフランス軍を拘束し部隊移動を秘匿した。
1954年3月13日、戦闘が始まるが、攻撃開始日からベトミン軍の猛烈な砲撃が加えられ、人海戦術により独立高地に設けた2個のフランス軍陣地は早々に陥落した。フランス軍は劣勢となり3月末には滑走路も使用不可能になった。4月、ハノイから3個空挺大隊の派遣と近接航空支援を増強したが、塹壕に篭るベトミン軍にはあまり効果がなかった。雨季の天候は空軍の活動を制限し、ベトミン軍の砲撃支援を受けた夜襲は次々と陣地を攻略していった。末期には周囲2kmの範囲のみをかろうじて保持するのみで、5月7日に陥落し生き残ったフランス兵は捕虜となった

### ディエンビエンフー後
ディエンビエンフー陥落後、ベトミン軍はトンキンデルタに攻勢を仕掛けジュネーブ会談中も手を緩めることなく交渉を有利に進めるべく、各地の攻撃を実施した。6月にフランス軍はプーリー、ソンタイ、ラクナム、ハイフォンを結ぶ一帯から撤収を開始、7月にハノイ・ハイフォン回廊に撤退しここにいたりフランスの敗北は明白となった。

### 兵力の推移
| 年         | フランス本国軍 フランス植民地軍 | インドシナ現地兵軍            | ベトミン正規軍    | ベトミン非正規兵 |
| ---------- | ------------------------------- | ----------------------------- | ----------------- | ---------------- |
| 1945年8月  | -                               | -                             | 1個連隊           | 500,000          |
| 1945年末   | 2個師団                         | -                             | 10,000程度        | 500,000          |
| 1946年1月  | 40,000                          | -                             | 50,000            | 500,000          |
| 1947年     | 115,000                         | -                             | -                 | 500,000          |
| 1949年末   | 108,000                         | 40,000 (宗教団体の私兵が主力) | 80,000            | 500,000          |
| 1951年末   | 4個師団                         | -                             | 80,000 (51年中葉) | 500,000          |
| 1952年末   | 6個師団                         | -                             | -                 | 500,000          |
| 1953年半ば | 164,000                         | 100,000                       | -                 | 500,000          |
| 1953年末   | 7個師団 54個大隊                | -                             | -                 | 500,000          |
| 1954年2月  | 7個師団 200,000                 | 50,000 一部は本国軍に編入     | 7個師団 100,000   | 500,000          |

## 戦争終結
ディエンビエンフーの戦いで敗北したフランスはベトナム民主共和国と和平交渉を開始し、1954年7月21日、関係国の間でジュネーヴ協定が締結された。これによりひとまず北緯17度線を境に両軍を分離して1956年にベトナム全国統一選挙を行うことが定められたが、アメリカは協定に参加せず、統一選挙を拒否し南に傀儡政権ベトナム国を存続させた。それは民主共和国軍人として17度線以北に結集した兵士と南の家族の長い分断の始まりでもあった。
しかし、フランスはアルジェリアなどアフリカ植民地の独立闘争が激化すると、アメリカにインドシナの肩代わりを求め、1955年10月、アメリカの強い影響力を受けたベトナム共和国（南ベトナム）が成立、1956年6月にフランス軍は完全撤収し、80年に及ぶフランスのベトナム支配が終わった。南部のベトミンはゴ・ディン・ジエム政権により激しい弾圧を受け、やがて南ベトナム解放民族戦線を組織した。

## 犠牲と損失
8年間の戦争で、フランスは航空機177機を喪失した。フランス軍は7万5000人、フランス軍以外のフランス連合軍は1万9000人が戦死し、7万8000人が負傷した。またベトミンは兵士50万人の死傷者と25万人の民間人戦死者を出した。別の推計ではベトミン側は50万人の戦死者を出した。

## ベトミンへの日本人志願兵
日本人志願兵は約600名に上るとされており、陸軍第34独立混成旅団参謀の井川省少佐を始めとする高級将校から兵卒にいたるまでの多くの志願兵が独立運動に参加していた。日本人志願兵はベトミンに軍事訓練を施したり、作戦指導を行っていた。ベトナム初の士官学校であるクァンガイ陸軍中学の教官・助教官全員と医務官は日本人であった。30名を上回る日本人がベトナム政府から勲章や徽章を授与されていることが確認されている。

## 第一次インドシナ戦争を描いた作品

### 映画
- ベトナムの少女（別邦題：少女と小鳥）（1961年北ベトナム）
- トーハウ ベトナムの若い母（1962年北ベトナム）
- 若い兵士（1965年北ベトナム）
- 愛は17度線を越えて（1972年、北ベトナム）
- 愛と戦火の大地（1992年、フランス、ビデオ邦題：スカイミッション/空挺要塞DC3）
- 天と地（1993年、米国）映画の冒頭のみ。全体としてはベトナム戦争を扱っている。
- インドシナ激戦史1954 要塞ディエン・ビエン（2004年、ベトナム）